# Anoten
Anoten és una oració tradicional que data del segle xv, de l'arribada dels jueus sefardites expulsats des d'Espanya en el segle xv. La pregària, una expressió d'agraïment a sultans otomans que ofereixen el refugi a la comunitat, en l'actualitat es recitada en el nom del president de Turquia.
Quan la sinagoga dels jueus otomans s'obra a Viena el 17 de setembre de 1887, es canten els himnes nacionals de l'Imperi Otomà i de l'Imperi Austriac i es recitada l'Anoten per a agrair al sultà otomà Abdulhamid II i al emperador Franz-Joseph I, en presencia de les banderes dels dos països.
Recentment, dos chazzans reciten l'Anoten, tant a la inauguració de la Gran Sinagoga d'Edirne com durant la boda que se celebra poc després en la mateixa sinagoga.